# 克伦珀莫尔
克伦珀莫尔（意为“克伦珀的沼泽”）是德国石勒苏益格－荷尔斯泰因州的一个市镇。总面积1.55平方公里，总人口537人，其中男性274人，女性263人（2011年12月31日），人口密度346人/平方公里。